# Jimmy Maketta
Jimmy Maketta, noto anche come Philippi Serial Killer o Jesus Killer (Sudafrica, 1964), è un serial killer sudafricano, autore di 16 omicidi.

## Biografia

### Primi anni
Della sua infanzia si sa ben poco: Maketta era uno tra quindici figli. Fece alcuni anni di scuola, poi scappò da casa in tenera età e visse per strada commettendo i suoi primi reati; non ebbe mai un lavoro stabile e una dimora fissa. Secondo alcuni testimoni aveva un tatuaggio sul labbro superiore che recitava la scritta “Jesus” (Gesù). Si sposò ed ebbe un figlio. Nel 2003 fu arrestato a seguito di un'aggressione e condannato a trascorrere 18 mesi in cella; dopo avere scontato una parte della pena, tornò in libertà condizionata.

### Omicidi
Gli omicidi partirono tra l'aprile e il dicembre 2005; durarono nove mesi. Tutte le sue vittime erano solitamente delle contadine che lavoravano nei campi a Philippi, la zona più colpita dagli omicidi; Philippi è vicina a Città del Capo.
Maketta spiava i malcapitati osservandoli dalla cima di una collina; selezionava poi le vittime ubriache e aspettava che tornassero a casa in modo da pedinarle; infine di notte le raggiungeva, le stuprava e le uccideva. Scrisse poi una lettera alla moglie Janetta e due al detective Jonathan Morris dove descriveva in modo preciso i dettagli degli stupri e degli omicidi; nelle lettere ammise due assassinii e disegnò una mappa che indicava il luogo in cui era depositato il cadavere della terza vittima, Griet Koelas. I contadini si spaventarono così tanto che si riunirono per formare delle ronde e si misero a dormire in gruppi; dopo un certo periodo di assalti si diffuse il panico tra gli abitanti.
Durante le indagini, che si intensificarono nel dicembre 2005, fu arrestata una persona sbagliata, uno scassinatore quarantanovenne con precedenti di nome Stanley Martens; era incolpato di 8 omicidi e alcuni stupri.

### Arresto
Jimmy Maketta, il vero assassino, venne arrestato dal detective Morris dopo che lasciò il cellulare ancora acceso su una scena del crimine; c'erano otto chiamate ad uno stesso numero, che era quello del figlio di Maketta, che si trovava nel Grabouw. Dopo che il figlio diede l'indirizzo agli agenti, essi lo andarono a cercare a Mitchells Plain; ma non viveva più lì. Lo rintracciarono comunque il 20 dicembre 2005 in una fattoria a Costantia; in quel periodo era già ricercato in quanto commise una violazione delle norme sulla libertà condizionata.
Lo mandarono a South Bellville per l'interrogatorio: tra molte esitazioni negò tutto, ma quando Morris gli mostrò il cellulare e le lettere capitolò. Confessò tutti gli omicidi; alcuni di essi erano sconosciuti alla polizia. Guidò poi gli agenti su alcune scene del crimine e fu identificato da alcuni testimoni. Fino ad allora era accusato di 61 crimini. Scrisse poi una lettera al figlio, dove ribadiva di avere commesso gli omicidi che aveva confessato e affermava che “aveva dato il suo cuore a Gesù e aveva voltato pagina”. Successivamente scrisse a due giornali, sempre ribadendo la responsabilità dei delitti.
In carcere provò una volta a impiccarsi, ma gli altri prigionieri si misero a gridare e allertarono gli agenti, che lo trovarono accasciato a terra; il killer fu quindi portato in Day Hospital, senza che avesse lesioni gravi.
Prima che iniziasse il processo, fissato per il 2 aprile, rimase per 30 giorni in un ospedale psichiatrico, dove gli fu fatta un'analisi.

### Processo
Entrò in aula con 54 capi d'imputazione, poi scalati a 47; tra essi si contano 16 omicidi, 19 stupri, 5 violazioni di domicilio, 4 assalti, un tentato omicidio, un rapimento e un furto aggravato. Le prove principali dell'accusa erano le lettere del killer, il cellulare e alcuni esami del DNA risultati positivi.
Lo psichiatra Sean Kaliski dell'ospedale di Valkenberg disse davanti all'Alta Corte di Città del Capo che il killer era “un pericoloso psicopatico che non provava rimorsi, che non può essere riabilitato e che aveva avuto una tipica infanzia difficile; nel momento dei delitti si sentiva come un leone o una tigre”.
Una volta chiese di essere visitato da un Sangoma, cioè uno sciamano, perché sentiva dei rumori continui nello stomaco che “gli ricordavano i predatori”.
Durante la perizia, quando Kaliski gli chiese che cosa ne pensava di quello che aveva fatto, lui alzò le spalle. Lo psichiatra fu molto colpito da questa reazione.
Un giorno, quando il caso venne sospeso per un'ora, Maketta uscì dal tribunale sorridendo.
Per tutta la durata del processo rimase calmo e impassibile; in alcune udienze si coprì il volto o con un passamontagna o con un pezzo di carta.
Al processo erano presenti più di 50 parenti delle vittime. In un'occasione si riunirono per una manifestazione pacifica sulla scalinata della Corte, chiedendo che fosse fatta giustizia sul caso.

### La fine
Nel 2007 è stato trovato colpevole di 16 omicidi e 19 stupri e condannato al carcere a vita, senza la possibilità di essere liberato su condizione.
Maketta è tuttora recluso in cella.